# 中原基兼
中原 基兼（なかはら の もとかね、生没年未詳）は、平安時代末期の北面武士。後白河法皇の近臣。山城国守。
安元元年（1177年）6月4日、鹿ケ谷の陰謀に加担したとして、平清盛によって解官され、清盛の屋敷に法皇近習5名と共に連行される。奥州へ配流された後、藤原秀衡の庇護を受け彼の国を廻っていたという。九条兼実は『玉葉』（文治3年9月29日条）で、基兼をかつての法皇の近臣で「凶悪人」と書いている。
文治3年（1187年）4月、奥州へ圧力をかける源頼朝が秀衡に対し、基兼の身柄を京に戻すよう要請し、秀衡が拒否するというやり取りがなされている。